# Band des Bundes

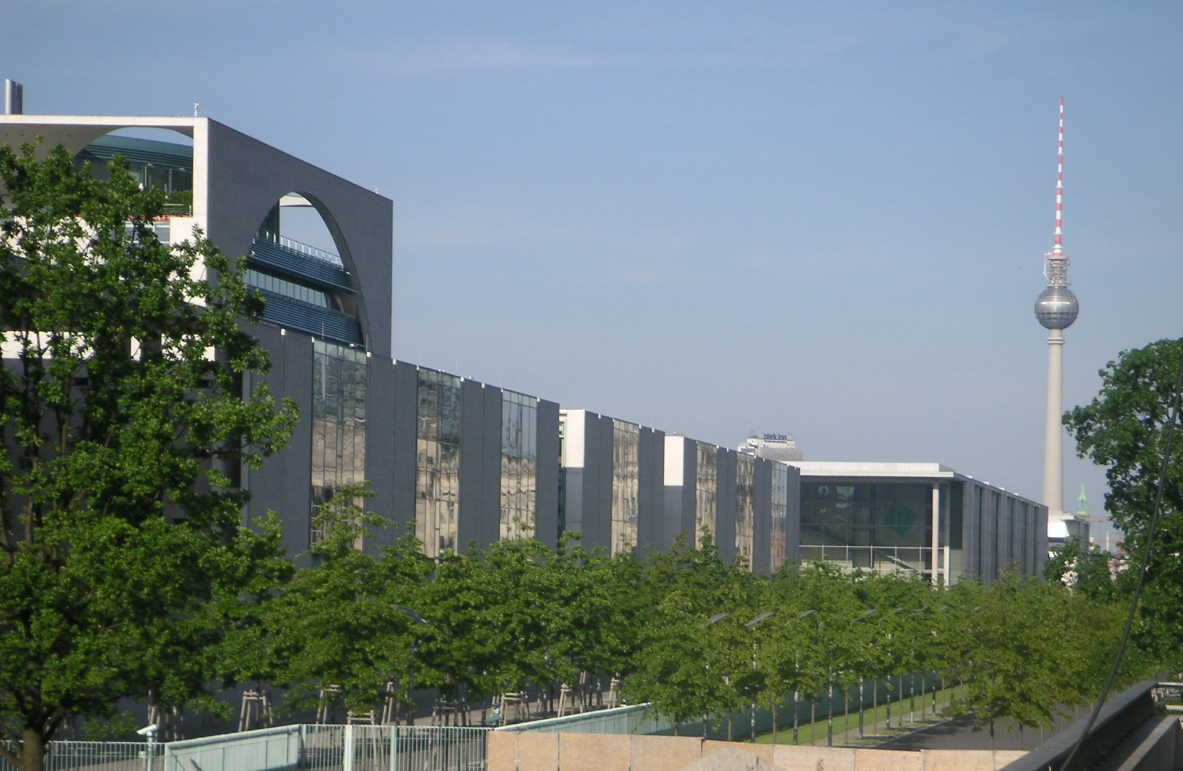
Band des Bundes (Blick entlang dem Bundeskanzleramt in Richtung Paul-Löbe-Haus)

Das Band des Bundes ist eine Anordnung von Gebäuden, die im Regierungsviertel von Berlin nördlich des Reichstagsgebäudes quer über den Spreebogen am Rand des Spreebogenparks verläuft und das städtebauliche Leitkonzept der Neuordnung des Regierungsviertels darstellt.

## Gliederung

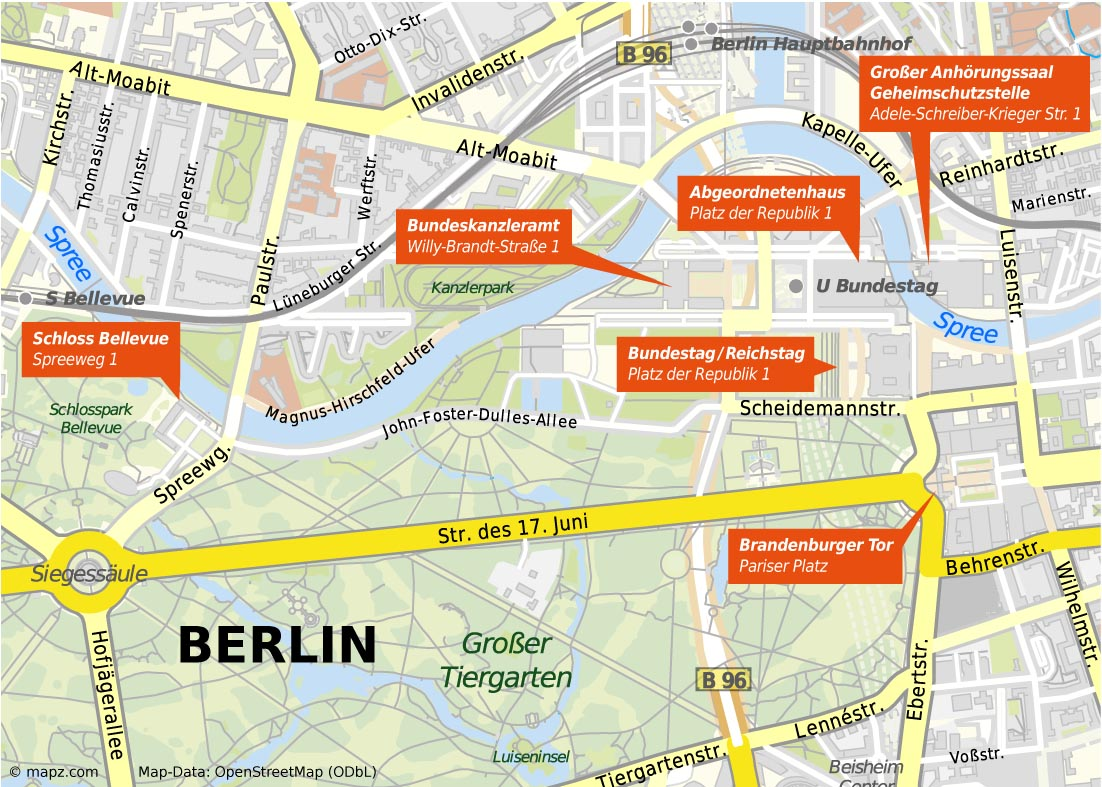
Band des Bundes im Regierungsviertel

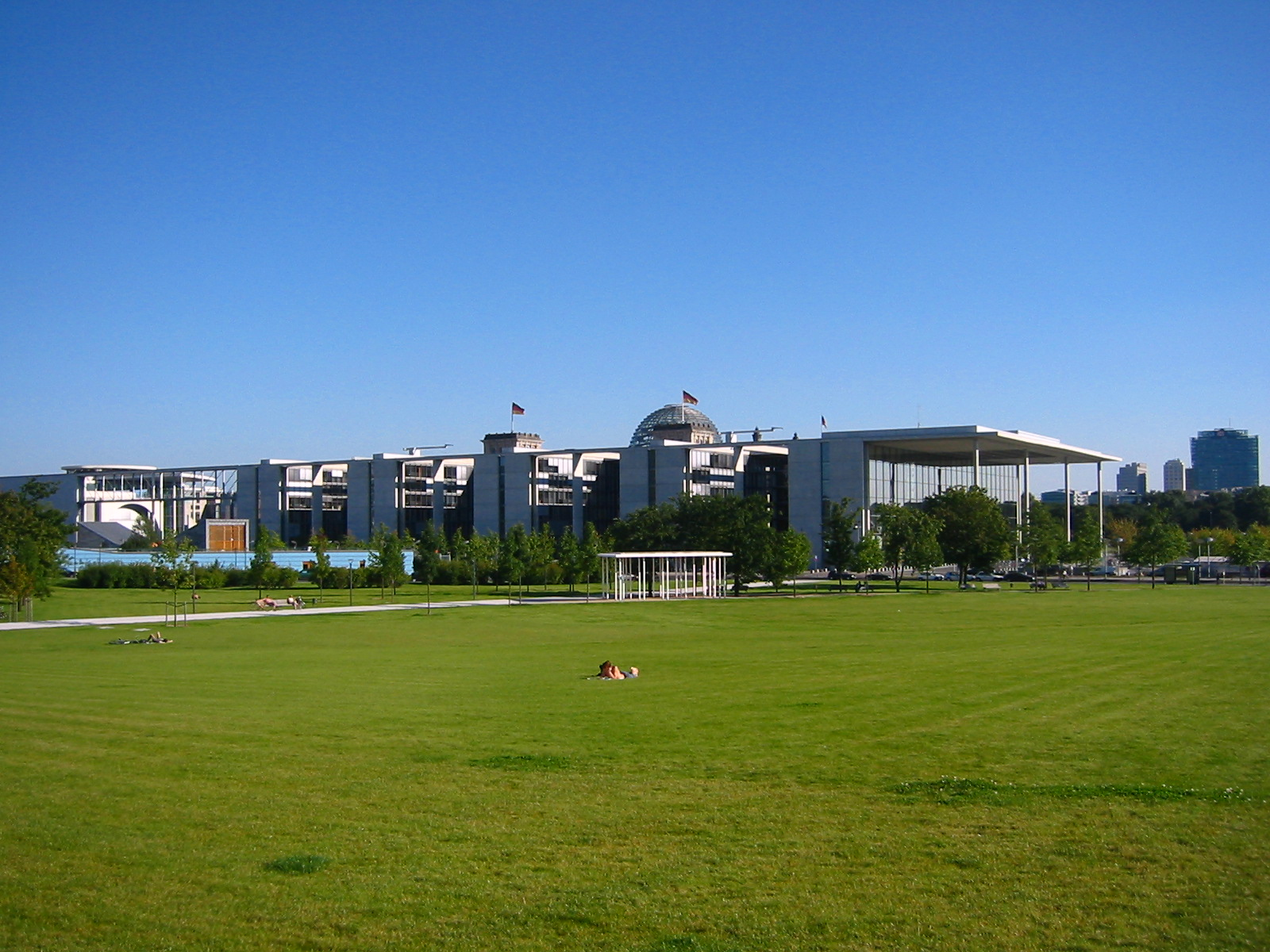
Ostteil des Bandes: Paul-Löbe-Haus (Mitte) und Marie-Elisabeth-Lüders-Haus (links), im Hintergrund die Kuppel des Reichstagsgebäudes

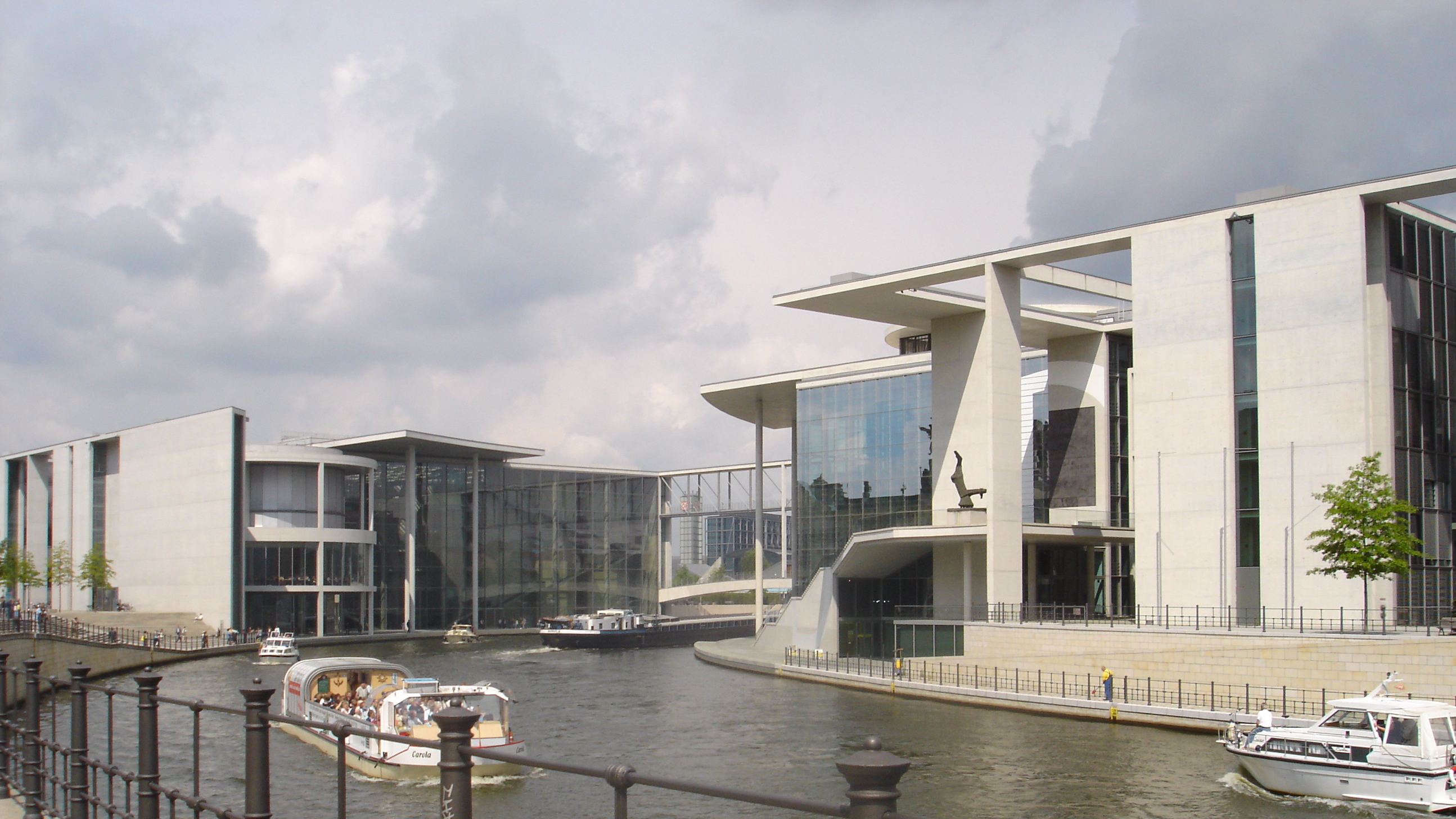
Band des Bundes mit Spreequerung

Das rund 900 Meter lange Band umfasst (von West nach Ost) den Kanzlerpark am rechten Spreeufer, das ihm gegenüberliegende Bundeskanzleramt am linken Spreeufer, das Paul-Löbe-Haus, das Marie-Elisabeth-Lüders-Haus (wieder auf dem rechten Spreeufer) und darüber hinaus das nicht realisierte Bürgerforum zwischen Kanzleramt und Paul-Löbe-Haus, wo sich stattdessen eine Freifläche mit Straße befindet. Von oben erscheinen alle dazugehörigen Gebäude wie ein massiver weißer Riegel, der sich quer über den Spreebogen legt und die Spree zweimal kreuzt. Der Eindruck des Zusammenhangs wird durch die Brücken über die Spree zwischen den Gebäuden des Bandes verstärkt.
Die einzelnen Elemente
(von West nach Ost)
- Kanzlerpark, am rechten Spreeufer, mit Hubschrauberlandemöglichkeit
- Kanzleramtssteg
- Bundeskanzleramt, am linken Spreeufer, inklusive der langgestreckten Büroflügel
- Baulücke des ursprünglich geplanten Bürgerforums (aufgegeben,[1] nun städtebaulicher Platz)
- Paul-Löbe-Haus mit Büros und Ausschussräumen
- Marie-Elisabeth-Lüders-Steg, Fußgängerbrücke mit zwei Ebenen
- Marie-Elisabeth-Lüders-Haus mit Parlamentsbibliothek und -archiv, Geheimschutzstelle des Deutschen Bundestages

Ursprünglich war geplant, das Band, die Spree ein drittes Mal kreuzend, bis zum Bahnhof Friedrichstraße zu erweitern, was jedoch aus Kostengründen und wegen der vorhergehenden Umbaunotwendigkeit des Bahnhofs nicht verwirklicht wurde. Allerdings wird das Marie-Elisabeth-Lüders-Haus derzeit um zwei Höfe nach Osten erweitert und dessen Haupteingang an die Luisenstraße verlegt.
Mitte 2015 sollte das Erweiterungsbauwerk ursprünglich fertiggestellt werden. Nach erheblichen Verzögerungen – zunächst aufgrund gravierender Baumängel, sowie zusätzlich durch die Einschränkungen während der Covid-19-Pandemie – wird mit einem Fertigstellungstermin 2025 gerechnet. Die Kosten für den Erweiterungsbau werden von den ursprünglich kalkulierten rund 190 Millionen Euro auf mindestens 395 Millionen Euro steigen. Um den Platzmangel zu lindern, entstanden als Übergangslösung in unmittelbarer Nachbarschaft 400 Büros in modularer Holzbauweise, die im Januar 2022 fertiggestellt wurden.
Im Jahr 2023 wurde mit den Bauarbeiten für einen Erweiterungsbau des Kanzleramtes begonnen, welcher, entsprechend des ursprünglichen Entwurfs des Band des Bundes, auf der Fläche des bisherigen Kanzlerparks stehen wird. Als Ersatz für die bisherige Hubschrauberlandefläche im Kanzlerpark wird zudem eine erhöhte Landefläche gebaut.
Auf die bauliche Realisierung des Bürgerforums wird durch Änderung des Bebauungsplans im Jahr 2018 endgültig verzichtet, stattdessen wird die dort zunächst provisorisch verlaufende Straßenverbindung dauerhaft festgeschrieben.

## Entwurf

Band des Bundes, Entwurf von Axel Schultes und Charlotte Frank, 1992

Die Gebäudereihe stellt ein architektonisches Gesamtkonzept dar, das von den Berliner Architekten Axel Schultes und Charlotte Frank – die auch das Bundeskanzleramt entworfen haben – stammt und 1992 erstellt wurde. Mit dem Entwurf gewannen sie schließlich den Architekturwettbewerb zur Neugestaltung des Spreebogens als Regierungsviertel. Die Einzelentwürfe für das Paul-Löbe- und das Marie-Elisabeth-Lüders-Haus stammen von Stephan Braunfels. Der ursprüngliche Entwurf von Schultes und Frank sah zusätzlich eine bauliche Verbindung von Bundeskanzleramt und Paul-Löbe-Haus unter der Bezeichnung Bürgerforum vor und sollte die Gebäude der gesetzgebenden und ausführenden Staatsgewalt durch einen Ort der Öffentlichkeit mit zahlreichen Cafés, Galerien und Geschäften verbinden. Ebenfalls war eine östliche Weiterführung des Bandes jenseits des Marie-Elisabeth-Lüders-Hauses in Richtung auf den Bahnhof Friedrichstraße geplant. Beide Optionen wurden offiziell wegen Finanzierungsschwierigkeiten verworfen. Mit der Ablehnung durch den damaligen Bundeskanzler Helmut Kohl hatte das Bürgerforum zum damaligen Zeitpunkt allerdings zwar nicht sehr viele, dafür aber einen umso einflussreicheren Gegner einer Realisierung, der mit dem Kanzleramt lieber einen Solitärbau wünschte.
Die Bauarbeiten begannen im Februar 1997 mit dem ersten Spatenstich für das Bundeskanzleramt und fanden ihr vorläufiges Ende mit der Fertigstellung des Marie-Elisabeth-Lüders-Hauses im Oktober 2003. Für das Erweiterungsgebäude musste der Wohnhausriegel entlang der Luisenstraße abgerissen werden.

## Symbolik und Kritik
Das Band kann als symbolischer Brückenschlag zwischen den ehemals getrennten Stadthälften verstanden werden, da die Spree zwischen Paul-Löbe-Haus und Marie-Elisabeth-Lüders-Haus die Grenze zwischen West- und Ost-Berlin bildete.
Weitere Symbolträchtigkeit sollte auch dadurch erreicht werden, dass das Kanzleramt als Regierungszentrale nicht in eine architektonische Konkurrenz zum Parlamentsgebäude tritt, sondern sich in das Band der Bundesbauten eingliedert, und das Band somit die Regierung (repräsentiert durch das Kanzleramt), die Legislative (das Parlament, repräsentiert durch die Bürogebäude des Bundestags) und den Souverän (das Volk, repräsentiert durch das Bürgerforum) symbolisch zusammenführt. Dies wurde allerdings nur teilweise erreicht, da sich durch das Fehlen des Bürgerforums Bundeskanzleramt und Paul-Löbe-Haus wie zwei Monolithen gegenüberstehen und das Kanzleramt nicht mehr wie geplant mit dem Großkonzept verwächst.
In der Berliner Architektur, so wie sie von Axel Schultes vertreten wird, wurden nach der britischen Sozialhistorikerin J. Caborn „architektonische Elemente verwendet, die in Bonn als ‚nichtdemokratisch‘ verpönt und in der Architektur gemieden wurden“. Dass sie in der Berliner Republik nicht als „Nichtdemokratie“ gewertet wird, liegt nach Caborn vor allem an einer „neuen Geschichtskonstruktion“, bei der „die Strategien der Synkrise und der Sprengung der Dichotomie ‚demokratisch – nicht demokratisch‘“ angewandt wird, „um entweder ‚Nichtdemokratisches‘ zu neutralisieren oder ihm eine andere Bedeutung zuzuweisen.“
Der Verzicht auf das Bürgerforum und insbesondere die unzureichende Diskussion über die Aufgabe der dahinterliegenden Idee wird in der Fachwelt deutlich kritisiert.